# Acalolepta arrowi
Acalolepta arrowi es una especie de escarabajo longicornio del género Acalolepta, tribu Monochamini, subfamilia Lamiinae. Fue descrita científicamente por Breuning en 1935.
Se distribuye por Papúa Nueva Guinea. Mide aproximadamente 16-20 milímetros de longitud.